# Hélène Jégado

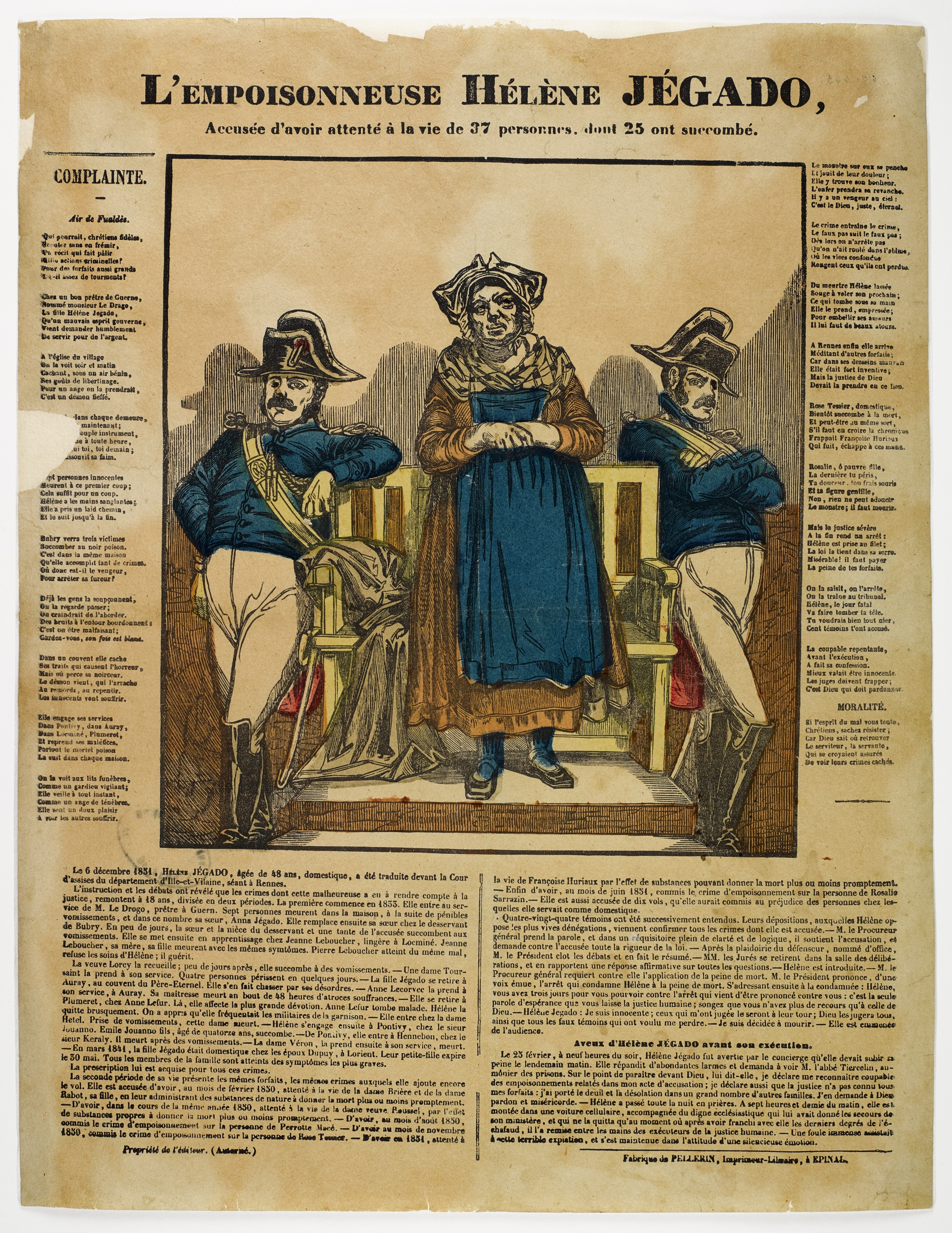
Hélène Jégado während ihres Prozesses, etwa 1852

Hélène Jégado (* 28. Prairial des Jahres XI nach dem Französischen Revolutionskalender, das entspricht dem 17. Juni 1803 des Gregorianischen Kalenders, in Plouhinec (Morbihan), Bretagne, Frankreich; † 26. Februar 1852 in Rennes, Bretagne, Frankreich) war eine französische Hausangestellte und Serienmörderin. Es wird angenommen, dass sie über einen Zeitraum von 18 Jahren etwa 36 Menschen mit Arsen ermordet hat.

## Biografie
Hélène Jégado wurde auf einem kleinen Bauernhof in Plouhinec (Morbihan) in der Nähe von Lorient in der Bretagne geboren. Sie verlor ihre Mutter im Alter von sieben Jahren und wurde zu zwei Tanten geschickt, die Bedienstete im Pfarrhaus von Bubry waren, um diesen bei der Arbeit zu helfen. Später wurde sie Köchin des Pfarrers in Séglien.
Der erste Verdacht auf eine Vergiftung ergab sich 1833, als Jégado für einen anderen Priester im nahegelegenen Guern arbeitete. In den drei Monaten zwischen dem 28. Juni und dem 3. Oktober starben sieben Mitglieder des Haushalts plötzlich, darunter der Priester selbst, seine betagten Eltern und Jégados eigene Schwester Anne, die zu Besuch war. Ihre offensichtliche Trauer und ihr frommes Verhalten waren so überzeugend, dass sie nicht verdächtigt wurde. Kurz nach der Cholera-Epidemie von 1832 wurden die Todesfälle möglicherweise natürlichen Ursachen zugeschrieben.
Jégado kehrte nach Bubry zurück, um ihre Schwester zu ersetzen. Hier starben innerhalb von drei Monaten drei Menschen, darunter eine ihrer Tanten. Jégado zog nach Locminé, wo sie bei der Näherin Marie-Jeanne Leboucher arbeitete. Sowohl Leboucher als auch ihre Tochter starben. Dann bot die Witwe Lorcy in derselben Stadt Jégado ein Zimmer an. Sie starb, nachdem sie eine Suppe gegessen hatte, die ihre neue Mitbewohnerin zubereitet hatte. Im Mai 1835 wurde Jégado von Madame Toursaint eingestellt; vier weitere Todesfälle folgten. Zu diesem Zeitpunkt hatte sie bereits siebzehn Menschen unter die Erde gebracht.
Später im Jahr 1835 wurde Jégado als Dienerin in einem Kloster in Auray angestellt, aber nach mehreren Vorfällen von Vandalismus und Sakrileg bald wieder entlassen. Jégado arbeitete danach in anderen Haushalten in Auray, in Pluneret, Pontivy, Hennebont und Lorient, wobei sie jeweils nur kurz angestellt war. Oft wurde jemand krank oder starb. Einer ihrer berüchtigtsten Morde war der an einem Kind, der kleinen Marie Bréger, die im Mai 1841 im Château de Soye (Ploemeur) starb, etwa zehn Jahre vor ihrer endgültigen Verhaftung. Die meisten Opfer starben mit Symptomen, die einer Arsenvergiftung entsprachen, obwohl sie nie mit Arsen in ihrem Besitz ertappt wurde. Von Ende 1841 bis 1849 gab es keine Aufzeichnungen mutmaßlicher Todesfälle, obwohl einige ihrer Arbeitgeber später Diebstähle meldeten; sie war anscheinend eine Kleptomanin und wurde mehrmals beim Stehlen erwischt.

## Verhaftung und Prozess
1850 trat Jégado dem Hauspersonal von Théophile Bidard de la Noë bei, einem Juraprofessor an der Universität von Rennes. Eine seiner Dienerinnen, Rose Tessier, wurde krank und starb, als Jégado sie pflegte. 1851 erkrankte auch eines der anderen Dienstmädchen, Rosalie Sarrazin, und starb. Zwei Ärzte hatten versucht, Sarrazin zu retten, und weil die Symptome denen von Tessier ähnelten, überzeugten sie die Angehörigen, eine Obduktion zuzulassen. Jégado erregte Verdacht, als sie ihre Unschuld beteuerte, bevor sie überhaupt etwas gefragt wurde, und sie wurde am 1. Juli 1851 verhaftet.
Nachfolgende Untersuchungen brachten sie mit 23 mutmaßlichen Vergiftungstoten zwischen 1833 und 1841 in Verbindung, aber keiner davon wurde gründlich untersucht, da sie außerhalb der Zehnjahresfrist für die Strafverfolgung lagen und es keine wissenschaftlichen Beweise gab. Gerüchte haben ihr viele ungeklärte Todesfälle zugeschrieben, von denen einige mit ziemlicher Sicherheit auf natürliche Ursachen zurückzuführen waren. Die zuverlässigste Schätzung ist, dass sie wahrscheinlich etwa 36 Morde begangen hat.
Jégados Prozess begann am 6. Dezember 1851, aber aufgrund der französischen Gesetzeslage über zulässige Beweise und der Verjährungsfrist wurde sie nur wegen drei Morden, drei versuchten Morden und elf Diebstählen angeklagt. Mindestens ein späterer Fall scheint eingestellt worden zu sein, da es sich um ein Kind handelte und die Polizei nicht bereit war, die Eltern durch eine Exhumierung zu verärgern. Jégados Verhalten vor Gericht war unberechenbar und wechselte von demütigem Gemurmel zu lautem frommem Geschrei und gelegentlichen Gewaltausbrüchen gegen ihre Ankläger. Sie bestritt konsequent, dass sie überhaupt wusste, was Arsen war, trotz gegenteiliger Beweise. Ärzte, die ihre Opfer untersucht hatten, hatten üblicherweise nichts Verdächtiges bemerkt, aber als die jüngsten Opfer exhumiert wurden, zeigten sie überwältigende Beweise für Arsen und möglicherweise Antimon.
Die Verteidigerin Magloire Dorange hielt eine bemerkenswerte Schlussrede und argumentierte, dass sie mehr Zeit als die meisten anderen brauche, um Buße zu tun, und ihr die Todesstrafe erspart bleiben könne, da sie sowieso an Krebs sterbe. Jégado wurde zum Tode durch die Guillotine verurteilt und am 26. Februar 1852 vor einer großen Menge Schaulustiger auf dem Champ-de-Mars in Rennes auf der Guillotine hingerichtet.
Der Fall erregte damals wenig mediale Aufmerksamkeit; er wurde durch den Staatsstreich in Paris am 2. Dezember 1851 von den Titelseiten verdrängt.